# Nova romboló
A Nova Romboló egy hajótípus a Babylon 5 science fiction tévésorozatban.

## Jellemzői
A maga 1127 méteres hosszával a Nova osztályú romboló a  Földi Szövetség egyik legnagyobb harci űrhajója. A sorozat eseményeinek kezdete előtt tizenöt évvel vezették be. Egyike azoknak a hajótípusoknak, amelyek találkoztak az első minbari cirkálókkal, és elkezdték a Föld-minbari háborút.
4 Tokamak 620 fúziós reaktor látja el elegendő energiával, és 4 Beigle-Bryant 9000A részecskesugár-hajtóművet használ az előrehaladáshoz. Képes saját ugrókaput nyitni, és – jóllehet ez az egyik legrégebbi típusa – a Szövetség egyik legerősebben felfegyverzett hajója.
A fegyvereivel és vadászaival, 200 felszíni deszanthajójával és 1000 gyalogosával egyedül képes bevenni egy egész katonai támaszpontot. A fegyverek olyan sok energiát emésztenek fel, hogy e célból egy helyben kell maradnia.
A Nova rengeteg hajót és katonát tud szállítani, mert minden hely a fegyverek és utánpótlás számára van fenntartva, nem a komfortnak.
Gyakran használják az újabb Omega osztályú rombolók támogatására, amelyeknek közel ugyanaz a tervezése, de van egy forgórészük a pozitív gravitációs környezet kialakítására. 